# 25号美国国道
25号美国国道（英語：U.S. Route 25）是一条南北方向的美国国道。该公路连接了佐治亚州格林县和肯塔基州卡温顿，全长750英里。